# Dia Mundial contra el Tràfic d'Éssers humans
El Dia Mundial contra el Tràfic d'Éssers humans és un dia internacional que se celebra cada 30 de juliol.
L'any 2013, l'Assemblea General de les Nacions Unides va mantenir una reunió per avaluar el Pla d'Acció Mundial. Els Estats membres van adoptar la resolució A/RES/68/192, i van designar el 30 de juliol com el 'Dia Mundial contra el Tràfic d'Éssers humans'. Es tracta de conscienciar sobre la situació de les víctimes del tràfic de persones i promocionar i protegir els seus drets.